# توماس غريس
توماس غريس (بالإنجليزية: Thomas Langdon Grace) هو قسيس أمريكي، ولد في 14 نوفمبر 1814 في تشارلستون في الولايات المتحدة، وتوفي في 22 فبراير 1897.